# När jag uti min enslighet
När jag uti min enslighet är en gammal psalm i tretton verser skriven av Erik Lindschöld 1688 och bearbetad av Johan Olof Wallin 1814 till en psalm med nio verser.
Psalmen inleds 1695 med orden:
När jagh uthi min eenslighet
Hos migh wäl eftertäncker
Enligt 1697 års koralbok är melodin densamma som till psalmen Ach Herre straffa icke migh (1695 nr 27), Jagh längtar, Herre, efter tigh (1695 nr 43) och O Jesu! när jag hädan skall (1695 nr 387). Enligt 1937 års psalmbok är melodin fortfarande densamme som till "O Jesu! när jag hädan skall" (1937 nr 555)

## Publicerad som
- Nr 388 i 1695 års psalmbok under rubriken "Dödz- och Begrafningz-Psalmer: Beredelse-Psalmer emot Döden".
- Nr 459 i 1819 års psalmbok under rubriken "Med avseende på de yttersta tingen: Längtan till det himmelska och eviga vid betraktandet av världens fåfänglighet och onda väsende".
- Nr 551 i 1937 års psalmbok under rubriken "Det kristna hoppet inför döden".